# Affen-Kung-Fu
Das Affen-Kung-Fu (chinesisch 猴拳, Pinyin Hóu Quán, Jyutping Hau4 Kyun4 – „Affen-Faust[-Kampftechnik]“; auch Tai Shing Pek Kwar oder Tai Sing Pop Gar Mun 大圣劈挂门,  Dà Shèng Pīguàmén, Tai Sheng Men 大圣门,  Dà Shèng Mén oder Affen-Boxen genannt) ist eine Reihe chinesischer Kampfkünste, deren Gemeinsamkeit die Imitation verschiedener Bewegungsmuster von Affen ist. Dabei hat man sich naturgemäß vor allem am Kampf- und Drohverhalten orientiert, aber auch an spielerischen oder täuschenden Verhaltensmustern.

## Geschichte des Stils
Die Urform des Stils wird Qi Jiguang zugeschrieben (1528 bis 1588): Sein Urstil inspirierte die Entwicklung vieler weiterer Affenstile, die sich im Laufe der Zeit ausdifferenzierten. Der Shaolin-Affenstil Dasheng Piguamen aus der Provinz Fujian gilt heute als der Verbreitetste.

## Die Affenstile
- Houquan von Meister Xiao Yingpeng[3]
- Tai Sheng Men (alternativ: Dashengquan, 大圣拳)[4] von Kou Si (寇四)[5]. Kou Si verweigerte durch das Töten eines Offiziers seine Einberufung in das Heer und wurde daraufhin gefangen genommen. Von seiner Gefängniszelle aus beobachtete er Affen und hatte die Idee für seinen Stil. Dieser enthält fünf Formen: den Großen Affen, den Verlorenen Affen, den Betrunkenen Affen, den Hölzernen Affen und den Steinernen Affen. Wie in allen Affenstilen wird auch hier als Waffe nur der Stock eingesetzt.
- Tai Shing Pek Kwar (alternativ: Dasheng Piguamen, 大圣劈挂门,  Dà Shèng Pīguàmén)[1]: Dieser Stil setzt sich aus dem Affenstil und dem Axt-Faust-Stil zusammen. Der Begründer war Kan Tak Hoi (耿德海).[6] In Anlehnung an das Tai Sheng Men gibt es auch hier unterschiedliche Formen: Betrunkener Affe, Steinerner Affe, Verlorener Affe, Stehender Affe (auch: Großer Affe), Listiger Affe und Hölzerner Affe.
- Pek Kwar (alternativ: Pigua, 劈挂拳)[7]. Ein ehemaliger Militärstil, mit besonderem Fokus auf den Oberkörper und kraftvollen Schlägen. Übersetzt in etwa: Axt-Faust.

## Akrobatik und Technik
Die Stile sind generell überdurchschnittlich akrobatisch: Die Bewegungen enthalten viele Fall-, Greif-, Taumel- und Sprungelemente. Als Waffe spielt teilweise der Stock eine zentrale Rolle, der für den Angriff und zur Verteidigung verwendet wird und darüber hinaus auch erklettert werden kann, um sich im Kampf einen Höhenvorteil zu verschaffen. Die Techniken sind sehr anspruchsvoll. Man braucht Jahre, um eine gute Dehnbarkeit sowie Belastbarkeit der Gelenke zu entwickeln, um Rollen, Überschläge und Sprungtechniken zu meistern. Erkennungsmerkmal des Affen-Kung-Fu ist das blitzschnelle Angreifen und Ausweichen.

## Affen-Kung-Fu in Martial-Arts-Filmen und anderen Medien
Aufgrund der sehr auffälligen und teils komischen Bewegungen der Affen-Stile sind sie ein beliebtes Thema in vielen Hongkong-Actionfilmen und anderen Medien. Beispiele:
- Kung Fu Panda
- The Forbidden Kingdom
- Bloodsport
- Hou Quan Kou Si (Originaltitel: 猴拳寇四 englisch Monkey’s Fist, auf Deutsch etwa: „Die Faust des Affen[ nach Kou Si]“)[9]
- Knockabout (1979)[10]
- Kim Possible[11][12]

## Video
- Taiping Dao: Tai Shing Pek Kwar Moon – Monkey Style – 大聖劈掛門 auf YouTube, 7. Juli 2008 (kantonesisch; Laufzeit: 48 s).